# È bello perdersi (singolo)
È bello perdersi è un singolo del gruppo musicale italiano Extraliscio, pubblicato il 16 aprile 2021 come secondo estratto dall'album omonimo.

## Video musicale
Il video, diretto da Elisabetta Sgarbi, è stato girato presso il Globe Theatre di Bologna e mostra il frontman Mirco Mariani e la figlia girare per le varie stanze dell'hotel insieme ai restanti componenti degli Extraliscio per ammirare i vari oggetti in esso presenti.

## Formazione
Gruppo
- Mirco Mariani – mellotron, memotron, moog One, basso Chroma Polaris, LinnDrum, voce, vocoder, clavioline, assolo di chitarra, arrangiamento
- Moreno Il Biondo – clarinetto

Altri musicisti
- Alfredo Nuti – guitar synth, Casio PG 380
- Luigi Savino – DrumTraks

Produzione
- Elisabetta Sgarbi – produzione
- Emanuele Cotone Para – registrazione
- Pino Pischetola – missaggio, mastering